# Hypsiglena tanzeri
La culebra nocturna de Tanzer (Hypsiglena tanzeri) es una especie de reptil perteneciente a la subfamilia Dipsadinae.

## Clasificación y descripción
Hypsiglena tanzeri es una serpiente nocturna pequeña con una mancha oscura grande en la nuca, largas y anchas bandas a lo largo de 2/3 de la parte anterior cuerpo y una cola larga. El holotipo mide 328 mm de longitud total, pero no hay información disponible de otros especímenes.
Una escama loreal está presente, así como dos preoculares y dos postoculares. Siete supralabiales y 10 infralabiales.  Uno o dos dientes en la parte anterior final del maxilar están alargados, pero no acanalados. Las escamas dorsales son lisas y carecen de pits apicales, y poseen 21 hileras de escamas en la mitad del cuerpo. Las ventrales son 175-178 y probablemente sea más alto en hembras, y la longitud relativa de la cola es 21-22 %. La escama cloacal está dividida.

## Distribución
Esta especie es conocida sólo para las partes áridas del sur-centro de San Luis Potosí y Querétaro.

## Hábitat
Esta especie generalmente habita en áreas de matorral espinoso con una mezcla de elementos del Desierto Tamaulipeco y Chihuahuense a elevaciones que van de los 700 a los 1,800 m s. n. m. La dieta de esta especie es desconocida, pero probablemente consuma lagartijas y pequeñas serpientes.

## Estado de conservación
Se encuentra catalogada como datos insuficientes (DD) en la IUCN.